# Заяц (рассказ Шекли)
«Заяц» (англ. Deadhead) — научно-фантастический рассказ американского писателя Роберта Шекли. Впервые опубликован в 1955 году. Перевод на русский язык — Н. Евдокимовой.

## Сюжет
Начальный этап освоения Марса. Затраты на доставку на Марс людей и необходимых грузов очень велики. Поэтому поселение состоит исключительно из учёных, которые сами выполняют всю низкоквалифицированную работу по обустройству посёлка. Тем не менее, не имеющие учёной степени смелые и безрассудные молодые люди — «зайцы» — регулярно делают попытки с риском для жизни нелегально попасть на Марс на грузовых кораблях, чтобы трудиться простыми рабочими. Функционер службы безопасности обнаруживает на Марсе очередного «зайца» и уже собирается отправить его обратно на Землю. Но в последний момент он узнаёт, что корабль, на котором якобы прилетел «заяц», является беспилотным, и выжить на нём человеку абсолютно невозможно. Тогда он наконец дослушивает до конца объяснение «зайца», что он открыл некую философию, дающую человеку способности полета и телепортации, в т.ч. с Земли на Марс, без каких-либо технических средств. Ученый дает ему решение остаться и обучать этой философии персонал станции, в тот же момент на Марс перемещается и сестра «зайца».